# مار نرسي توما
مار نرسي توما ܡܪܝ ܢܪܣܝ ܬܐܘܡܐ مطران الكنيسة الشرقية القديمة لابرشية كركوك.
ولد في الأول من شهر تموز سنة 1941م في محافظة دهوك العراق (نوهدرا) من أبويين مؤمنين هم الشماس سورو بوبو دوباتو والام اسمر ياقو.
رسم إلى درجة المطرابوليط سنة 1968م في بغداد.
حاليا المطران موجود في كركوك وقد شيدت في عهده كنيسة للرعية باسم كنيسة مار يوحنا المعمدان في منطقة عرفة - سكن كلاس.